# 喜びの琴
『喜びの琴』（よろこびのこと）は、三島由紀夫の戯曲。全3幕から成る。同じ思想を共有し、信頼していたはずの上司に裏切られる若い公安巡査の悲劇を描いた作品。第1幕が反共思想、第2幕がそのアンチテーゼ、第3幕第1場がそのジンテーゼとしてのニヒリズム（これによって主人公は、修羅の地獄へ叩き込まれる）、第3幕第2場が救済の主題の昂揚、という色彩となっている。
『喜びの琴』は当初、文学座により1964年（昭和39年）正月公演として上演される予定で、前年1963年（昭和38年）10月24日に脱稿され、11月15日から稽古に入っていたが、ソ連・欧州から帰国した同座長・杉村春子を迎えての11月20日の緊急総会の決議の流れから、思想上の理由による上演中止が作者・三島へ申し入れられた。これをきっかけに三島とそれに同調する10数名の座員による脱退事件が起きた（詳細は「喜びの琴事件」を参照）。三島は、「いろんな事情で、この芝居ぐらゐ作者の私を苦しめ、又、多くの人を苦しめた作品はめずらしい」と述べている。

## 発表経過
1964年（昭和39年）、文芸雑誌『文藝』2月号に掲載され、同年2月25日に新潮社より『喜びの琴 附・美濃子』として単行本刊行された。初演は同年5月7日に日生劇場で上演された。

## 作品成立・主題
三島由紀夫は、公安活動という〈地味で、扱ひにくい題材を用ひて、観客をアッといはせるやうなスリルに富んだ、面白い芝居を書いてやれ〉という意気込みだったとし、素材が地味だから、背景の事件を派手にしたと述べている。
また三島は、『喜びの琴』の主人公の若い巡査・片桐を〈一面気の毒な存在であるが、一面幸福な人間である〉とし、彼が受ける裏切りと、作品主題について以下のように解説している。
なお、三島は1963年（昭和38年）2月に評論『林房雄論』を発表しているが、同時期に発表された他の作品との関連について、〈僕の考えを批評の形で出したのが『林房雄諭』だし、小説にしたのが『午後の曳航』や『剣』で、『喜びの琴』はその戯曲といふことになります〉と述べている。

## あらすじ
第1幕 - 近い未来の1月18日朝から19日午後
世間が「言論統制法」めぐって騒然としている都内某区本町警察署の公安係室。そこに勤務する巡査たちは、密入国した反日スパイと思しき中華料理店の林という中国人など、怪しい人物の調査に勤しんでいた。中でも筋金入りの反共として知られる松村公安係巡査部長と、彼を尊敬する部下の片桐巡査は、極左が計画しているらしい列車転覆計画の情報を得ていた。総理大臣が1月21日に高崎駅から乗る予定の上越線の急行越路の時刻の暗号らしきものも、協力者の佐渡から手に入れていた。
第2幕 - 1月21日朝から22日朝
本町署は独自の情報に基づき、松村部長は片桐巡査を現場の線路付近にある怪しい小屋の調査に向かわせた。事前の情報で総理は列車に乗車しなかったが、転覆事故は起こり、死者が出る惨事となった。片桐巡査は小屋にいた3人の右翼団体の男を逮捕し、現場に落ちていた無線送信機も押収した。事件は左翼の失墜を目論んだ右翼による陰謀だったと見られ、事件を摘発した片桐巡査は本町署の同僚たちから英雄扱いされた。ところが逮捕された右翼団体の男らは本庁の取調べでシロだと判明し釈放された。
第3幕 - 1月22日夜から23日朝
宿直の番をしている片桐巡査のところへ、本庁から帰ってきた署長がやってきて、「犯人が君に会って話したいと言っている」と言い、手錠をはめられた私服の松村を部屋に連れてきた。実は列車転覆事件は、極左党分離派のスパイとして公安警察に潜りこんだ松村の陰謀によるものだった。同じ党派の首魁・皆堂誠は中国人・林の手引きで国外逃亡していた。
松村は右翼の過激分子らを巧く騙し小屋におびきよせ、事件を右翼の仕業とし、裏で政府や資本家が糸をひいているかのように見せかけ社会不安を巻き起こそうとしていた。極左グループは「言論統制法」が国民から総スカンされるようなキャンペーンをすすめる計画をしていたのだった。そして佐渡も松村への連絡係だった。片桐巡査は敬慕する松村の偽装工作に利用されたのだった。
手錠に拘束された松村を見て、「まさかあなたが」と声かける片桐に向かって、松村は一部始終について説明し破壊への衝動を語った。尊敬する先輩だと信じていた松村に裏切られた片桐は憤るが、松村は、「俺を信じたのはおまえの罪だ」と論戦を挑んだ。松村は、片桐の自分への憎悪は裏切りに対するものなのか、それとも思想に対するものなのかと反問し、人を信じすぎる片桐自身に罪があるのではないかと迫った。思想の絶対化を唯一の拠り所として生きてきた片桐は、その思想が相対化されるという絶対的な孤独の中に陥った。
翌朝、片桐巡査は同僚や掃除婦から慰められたが心は沈みがちだった。そして、そんな片桐巡査の耳に、以前、交通係の川添巡査がデモの合間に空から聞えてくると言った琴の音色が聞えてきた。その音色は他の者には聞えず、川添巡査は皆から変人扱いされていたが、今はっきりと片桐巡査の耳にも、その澄んだ、静かな、心の休まるような琴の音色が聞え出した。川添巡査は片桐巡査に、「お前も聞えるのか」と言った。そして2人は、他の者には聞えないその「喜びの琴」のすばらしい調べに耳をすまして、再び仕事に戻った。

## 作品評価・研究
『喜びの琴』の評価は賛否両論に分かれ、否定的なものとしては、三島戯曲の中で「芸術的な鮮度の高い作品ではない」と尾崎宏次が評し、野村喬は、「主題と題材との間」に調和を欠いていると述べている。肯定的なものとしては、奥野健男が、「反共劇どころか、革命讃美劇のように見える」とし、その反俗性を評価している。
磯田光一は、三島の『林房雄論』で語られた「〈純潔を誇示する者の徹底的な否定、青空と雲とによる地上の否定〉の情念こそ、かつてのマルクス主義運動を支え、また戦時下のナショナリズムをも支えていた日本的な心情」という要旨が、『喜びの琴』にも通底し、その主題は、「人間は生きるために如何に〈生を意味づける超越原理〉を必要とするかという認識」でもあり、「戦後の進歩主義の盲点は、このような戦争の二重構造に対して全く盲目だった」と断じている。
そして磯田は、戦後の進歩主義者やヒューマニストらが、戦時下の青年たちを単に「だまされた」という語で還元してしまうことの浅薄さを指摘しながら、「人間は本質的にファシズムを渇望し、〈美しい死〉にあこがれるという事実を、なぜ直視しようとしないのか」と述べ、本質的原初的な〈日本人のこころ〉という意味では、保田与重郎の心情も小林多喜二の心情も同じだと論じている。また、片桐の「〈信頼〉の悲劇」は現代社会の悲劇であるが、彼はドン・キホーテにすぎないとし、その素朴な信仰者の片桐が、松村という凶悪なニヒリストに糾弾され、〈清純さの罪、若さの罪、この世できれいな心が負はなければならん罪〉を告発される場面は、「現代の包蔵している背理をすさまじい迫力をもってえぐり出している」と解説している。
松本鶴雄は、二転三転するどんでん返しが「実に巧妙」で、「松村と片桐の対立は凄絶な心理劇の定石通り緊迫して進行する」と高評価しながら、「本当の美は悪魔的状況の中に、あるいは人間不信と絶望の背徳の中から花開くという、三島文学の一貫したテーマがここにもいかんなく描かれている」と解説している。
村松剛は、三島が次の戯曲『恋の帆影』の解説の中で、ヒロインが嵐の一夜の後に、〈実存的な目ざめ〉をし、〈それまで彼女を縛めてゐた「純潔」の観念が、実は真の実存からの逃避であつたこと、生の「本来的な憂慮（ゾルゲ）の様相」の拒否であつたことを、つひに彼女は知るにいたる。（この点では、「恋の帆影」の女主人公の純潔は、「喜びの琴」の主人公の純潔と、まるでちがつたもののやうに見えながら、実は相照応してゐる）〉と述べていることを鑑みて、『喜びの琴』の琴の音には、ヘルダーリンの詩『帰郷』に現れる故郷への回帰がもたらす喜びの「絃の弾奏」の影響をあるのではないかと推察している。
大久保典夫は、敗戦後2年目に書かれた太宰治の短編『トカトントン』と、安保騒動の3年後に書かれた『喜びの琴』が共に、「きわめてアクチュアルな作品」であり、「トカトントン」という金槌の音と同じく、「コロリンシャン」という琴の音も、「いっさいの信頼や情熱そのものを空無化する作用」を果たしているとし、太宰の『トカトントン』が、「ミリタリズムの幻影の剥落した敗戦直後」と対応しているのと同様に、三島の『喜びの琴』は、「戦後革命の幻想の崩壊した60年安保後の現実」を捉えていると考察している。

## 舞台公演
- 日生劇場公演
  - 1964年5月7日 - 30日 日生劇場
  - 演出・プロデュース：浅利慶太[18]。装置：金森馨。音響構成・作曲：諸井誠
  - 出演：園井啓介、山形勲、田中明夫、長島隆一、日下武史、水島弘、南道郎、ほか
  - ※ 上演に先立ち、4月17日に公開リーディング実施。

## おもな刊行本
- 『喜びの琴 附・美濃子』（新潮社、1964年2月25日） NCID BA31770786
  - 装幀：上口睦人。紙装。フランス装。段ボール・トンネル函。211頁
  - 収録作品：「喜びの琴」「美濃子」
- 『ちくま日本文学10 三島由紀夫』（ちくま文庫、2008年2月6日）
  - 装幀：安野光雅。解説：森毅「わが友ミシマ」
  - 収録作品：「海と夕焼」「中世」「夜の仕度」「家族合せ」「幸福という病気の療法」「真珠」「三原色」「喜びの琴」「私の遍歴時代（抄）」「終末感からの出発」「わが魅せられたるもの」「不道徳教育講座より（人に迷惑をかけて死ぬべし、文弱柔弱を旨とすべし、告白するなかれ）」「独楽」
- 『若人よ蘇れ・黒蜥蜴 他一篇』（岩波文庫、2018年11月17日）
  - 解説：佐藤秀明
  - 収録作品：「若人よ蘇れ」 「黒蜥蜴」 「喜びの琴」

### 全集収録
- 『三島由紀夫全集23（戯曲IV）』（新潮社、1974年11月25日）
  - 装幀：杉山寧。四六判。背革紙継ぎ装。貼函。
  - 月報：松浦竹夫「雪翁はもういない」。《評伝・三島由紀夫 19》佐伯彰一「伝記と評伝（その10）」。《同時代評から 19》虫明亜呂無「『サド侯爵夫人』をめぐって」
  - 収録作品：「源氏供養」「喜びの琴」「美濃子」「恋の帆影」「サド侯爵夫人」「憂国」「アラビアン・ナイト」「朱雀家の滅亡」「ミランダ」「わが友ヒットラー」
  - ※ 同一内容で豪華限定版（装幀：杉山寧。総革装。天金。緑革貼函。段ボール夫婦外函。A5変型版。本文2色刷）が1,000部あり。
- 『三島由紀夫戯曲全集 下巻』（新潮社、1990年9月10日）
  - 四六判。2段組。布装。セット機械函。
  - 収録作品：「熊野」「女は占領されない」「熱帯樹」「プロゼルピーナ」「弱法師」「十日の菊」「黒蜥蜴」「源氏供養」「喜びの琴」「美濃子」「恋の帆影」「聖セバスチャンの殉教」「サド侯爵夫人」「憂国」「アラビアン・ナイト」「朱雀家の滅亡」「ミランダ」「わが友ヒットラー」「癩王のテラス」「椿説弓張月」「文楽 椿説弓張月」「附子」「LONG AFTER LOVE」〔初演一覧〕
  - ※ 上巻と2冊組での刊行。
- 『決定版 三島由紀夫全集24巻 戯曲4』（新潮社、2002年11月8日）
  - 装幀：新潮社装幀室。装画：柄澤齊。四六判。貼函。布クロス装。丸背。箔押し2色。
  - 月報：立松和平「厳粛なる快楽」、斎藤康一「ファインダーの中の三島さん」、〔天球儀としての劇場4〕田中美代子「政治劇のあとに」
  - 収録作品：「喜びの琴」「美濃子」「恋の帆影」「サド侯爵夫人」「撮影台本 憂国」「アラビアン・ナイト」「朱雀家の滅亡」「ミランダ」「わが友ヒットラー」「『喜びの琴』創作ノート」「『美濃子』創作ノート」「『恋の帆影』創作ノート」「『アラビアン・ナイト』創作ノート」「『朱雀家の滅亡』創作ノート」「『ミランダ』創作ノート」